# Kamienica przy Rynku 3 we Wrocławiu
Kamienica Rynek 3 – kamienica na wrocławskim Rynku w stylu manierystycznym z elementami klasycyzmu; przykład przechodzenia architektury wrocławskich kamienic od renesansu włoskiego do niderlandzkiego manieryzmu.

## Historia i architektura kamienicy
Pierwszy budynek na parceli został wzniesiony w XIII wieku. Z tego okresu zachowały się cztery kamienne wsporniki pierwotnego stropu drewnianego. W kolejnych wiekach, w XIV i XV kamienica była nieznacznie rozbudowywana. W części parterowej została podzielona na dwie równe części. Po prawej stronie znajdowała się sień przekryta kolebką z lunetami a po lewej dwa pomieszczenia rozdzielone schodami przysuniętymi do ściany wspólnej z kamienicą nr 2, prowadzącymi na wyższe kondygnacje. W górnej części klatka schodowa oświetlona była lukarną umieszczona w koszu pomiędzy budynkami.
W XVI wieku zmieniono głównie elewację frontową, której nadano renesansowo-manierystyczną kompozycję; wejście do sieni zyskało kamienny portal, okna kamienne obramienia a partie szczytowe zostały podzielone i ozdobione wijącymi się manierystycznymi spływami zakończonymi wolutowo na dole. Po obu stronach wejścia głównego znajdują się dwa kanelowane pilastry portalu podtrzymujące fragment belkowania i znajdujący się nad nim segmentowy naczółek. W jego centrum znajduje się eliptyczna tarcza herbowa z gmerkiem w kształcie kotwicy i literą "F". Drzwi do sieni datowane są na pierwszą połowę XVIII wieku. Z drugiej połowy XVIII wieku pochodzą natomiast późnobarokowe podokienne lustra oraz skrajne pilastry fasady z dekoracją sznurową.

### Właściciele i postacie związane z kamienicą
Od 1411-1415 do 1465 roku kamienica była własnością rodziny Stolcz. Do 1436 właścicielem był Nicolaus (Niklas) Stolcz z Brzegu. Był on zamożnym kupcem handlującym srebrem, ale i również suknem. Wraz z żoną posiadał półtorej komory we wrocławskich sukiennicach oraz skupował posiadłości i renty. W latach 1432–1438 zasiadał w radzie i ławach gildii kupieckiej. W 1426 roku, na mocy sporządzonego testamentu na wypadek śmierci Nicolausa, kamienica nr 3 otrzymał w spadku syn imiennik Niklas. Po śmierci starszego Nicolausa w 1436 jego majątkiem, w tym i posesją nr 3, do 1457 dysponowała jego żona Katharina. W tym też roku budynek został darowany najmłodszemu synowi Kasprowi, który został sprzedany po jego śmieci trzy lata później, w 1460 roku. Nowymi właścicielami zostali Magnus i Barbara Krepser (Krebser, Crepser). W rok po zakupie kamienicy Magnus zmarł pozostawiając ją swojej żonie, która zarządzała nią do 1474 roku. W okresie między 1475 a 1485 kamienice nr 3 zakupił Hans Hilblinger. W kolejnych latach zadłużył on kamienicę na w sumie 16 grzywien czynszu, podejmując na jego poczet kredyt. Dług został spłacony dopiero w 1646 roku. Wcześniej, bo w 1494 ławnicy zasądzili konfiskatę jego majątku na rzecz wierzycieli. W 1495 roku Magnus zmarł i przez jeszcze rok jego majątkiem zarządzała jego żona. W 1499 roku nowym właścicielem kamienicy został Hans Bach.

## Okres po II wojnie światowej
Podczas działań wojennych w 1945 roku, kamienica uległa niewielkim uszkodzeniom. W 1954 roku kamienica została odrestaurowana, zachowując swój dwutraktowy przedział oraz późnobarokową elewację. Obecnie czteroosiowa (z osią symetrii przesuniętą na lewo) kamienica ma cztery kondygnacje, trzy kondygnacje strychowe i dwukondygnacyjną piwnicę. Kamienica pokryta jest dwuspadowym dachem w układzie szczytowym. W sieni na parterze zachowało się sklepienie ozdobione niderlandzką dekoracją sztukatorską w kształcie rozet przypominających kwiaty. Nowym elementami architektonicznymi są portal nad wejściem traktu północnego, obramienie witryny, portal w elewacji tylnej oraz nowa balustrada schodów.